# Bandera de Níger

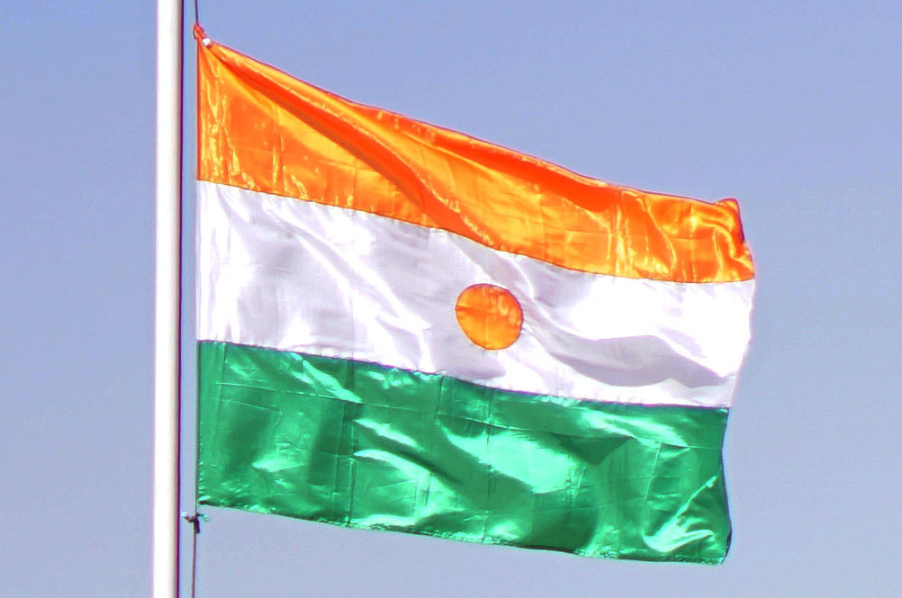
Bandera de Níger flameando.

La bandera nacional de Níger fue adoptada el 23 de noviembre de 1959, después de su independencia de África Occidental Francesa. La banda superior, anaranjada, representa la región norteña del desierto del Sahara; la banda central, blanca, representa la pureza, y la banda inferior, verde, representa la esperanza y las tierras fértiles del sur de Níger. El círculo anaranjado en la banda central representa el sol.
La bandera de la India es muy parecida a la de Níger, tanto en su diseño como en sus colores. 
La bandera es tricolor, al igual que la de muchas otras excolonias y dependencias de Francia.

## Adopción
Antes de la independencia del África Occidental Francesa, la bandera de Níger fue adoptada por la Asamblea Territorial de la Colonia de Níger el 23 de noviembre de 1959, poco antes de la proclamación de la República dentro de la Comunidad Francesa el 18 de diciembre de 1959. La bandera fue diseñada en 1958. Se mantuvo tras la independencia en 1960 y se mantuvo sin cambios hasta la Constitución de 2010.

## Simbolismo

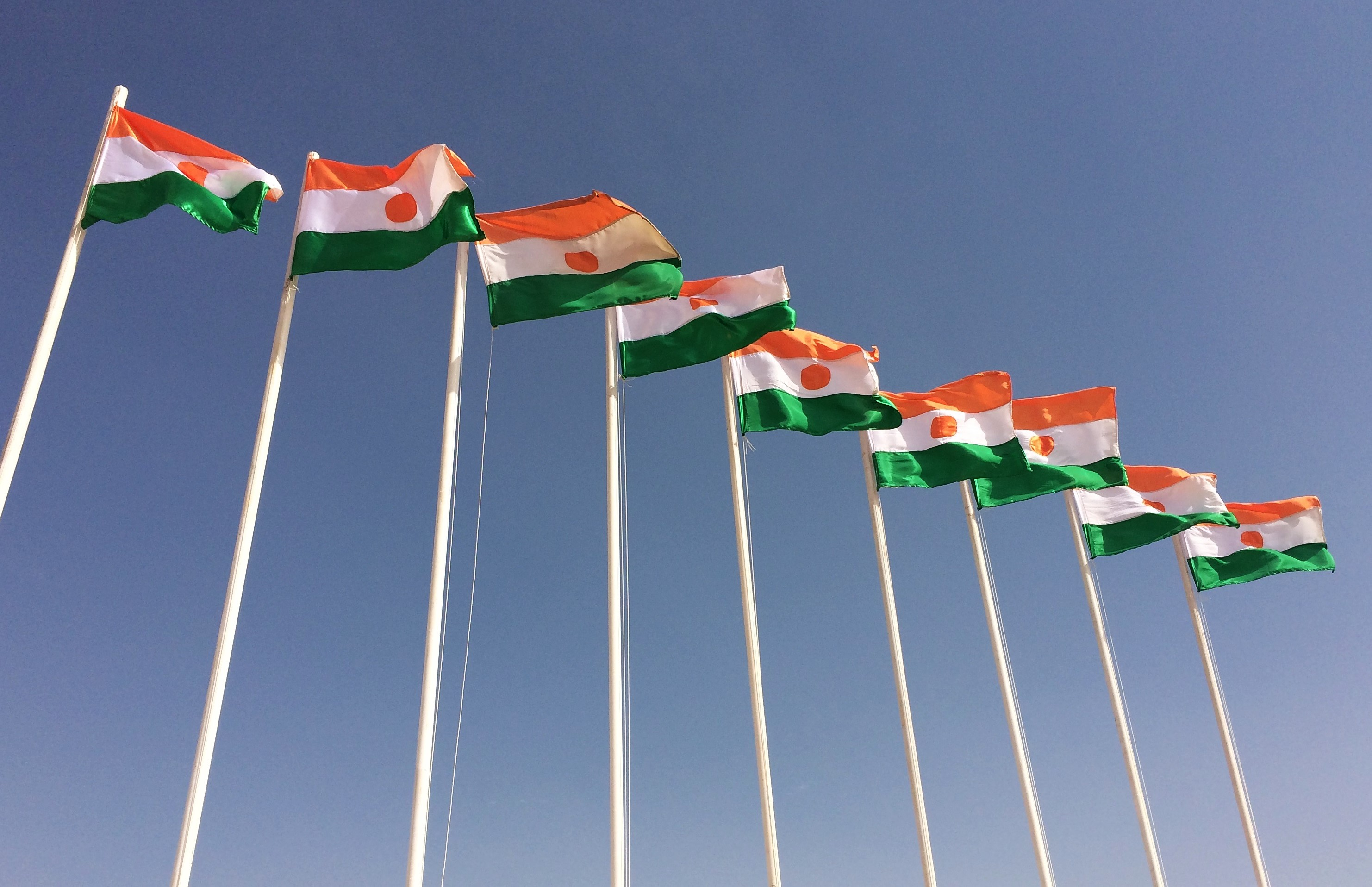

Varias fuentes han descrito la intención simbólica de la bandera, aunque las fuentes oficiales aún no lo han confirmado. Las interpretaciones comunes son que la banda naranja superior representa las regiones del norte del desierto del Sahara, o el Sahel, la banda blanca central representa la pureza, o el río Níger, y la banda verde inferior representa tanto la esperanza como las regiones fértiles del sur de Níger. Se cree que el disco naranja en la banda central representa el sol o la independencia.

## Relación de aspecto
La representación tradicional de la bandera con una proporción inusual de 6:7 es de significado desconocido y no se utiliza de manera consistente en las aplicaciones impresas del gobierno de Níger. La proporción no se especifica explícitamente en la Constitución de Níger.

## Banderas históricas

Bandera de África Occidental Francesa (1922–1959)

## Otras banderas

### Banderas militares

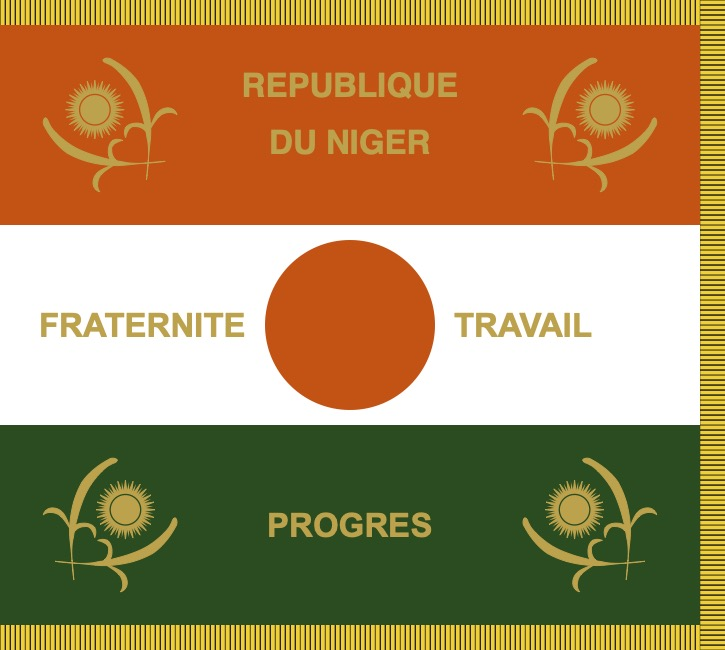
Bandera de las Fuerzas Armadas Nigerinas, lado anverso
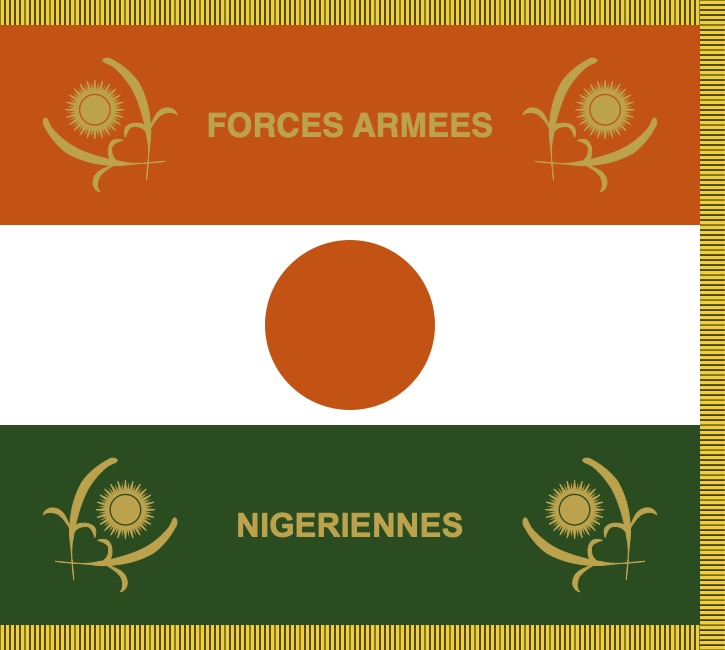
Bandera de las Fuerzas Armadas Nigerinas, lado reverso
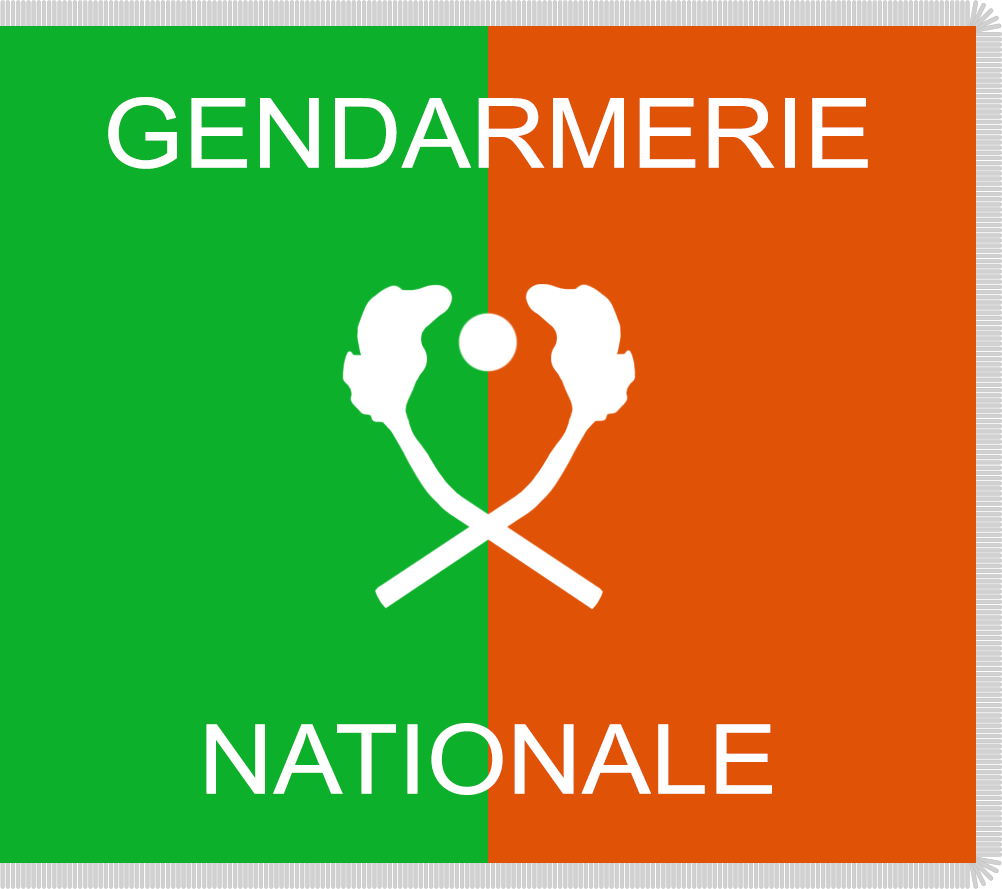
Bandera de la Gendarmería Nacional de Níger
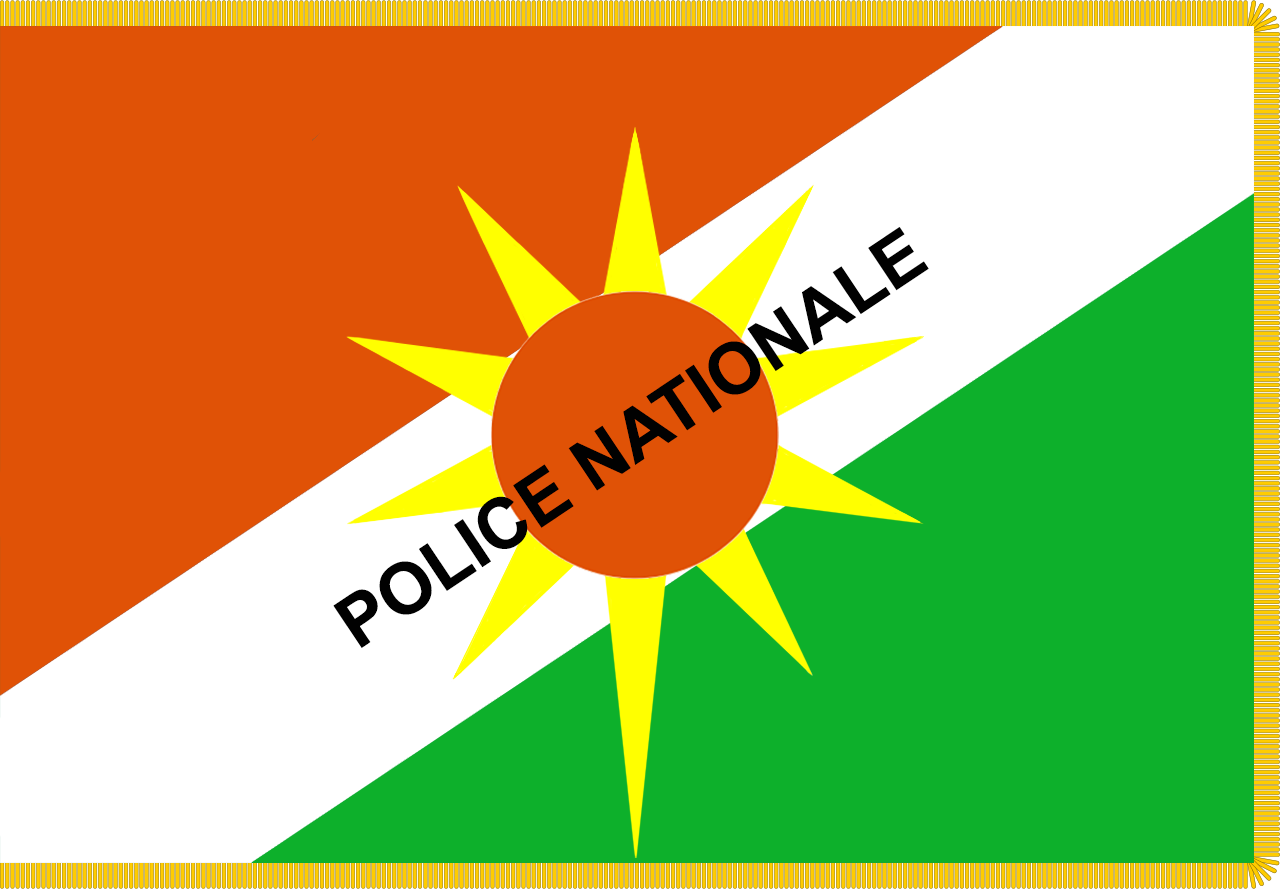
Bandera de la Policía Nacional de Níger.
Escarapela de la Fuerza Aérea Nigerina (desde 1980)
Escarapela Histórica de la Fuerza Aérea Nigerina (1961-1980)

## Banderas similares

Bandera de la India